# Louis Blaringhem
Louis Florimond Joseph Blaringhem (Locon, 1º febbraio 1878 – Parigi, 1º gennaio 1958) è stato un agronomo e botanico francese.

## Biografia
Dal 1899 al 1903 studiò presso l'Ecole Normale Supérieure di Parigi, dove per diversi anni lavorò come ricercatore di geologia (1903-1904) e di botanica (1904-1907). Nello stesso anno lavorò come assistente nel laboratorio di agricoltura presso il Museo di Storia Naturale di Francia sotto l'insegnante Julien Noël Costantin. Inoltre svolse delle attività di ricerca, presso la stazione biologica di Wimereux, sotto l'insegnante Alfred Giard, poi presso il laboratorio marino di Tatihou, sotto l'insegnante Edmond Perrier e al laboratorio di biologia vegetale a Fontainebleau, sotto l'insegnante Gaston Bonnier.
Eseguì studi sul mais e orzo, fece anche delle analisi di varietà di grano più adatte per la produzione della pasta, e condusse una ricerca del tabacco, nel tentativo di trovare il miglior modo di produrre la nicotina. Durante i mesi estivi del 1905-1909 studiò sotto Hugo de Vries presso l'Orto botanico di Amsterdam, dove condusse delle ricerche relative alle mutazioni della pianta Oenothera. Nel 1909 venne nominato direttore presso l'Istituto Pasteur di Émile Roux.
Dal 1912 al 1922 lavorò come professore di agricoltura al Conservatoire National des Arts et Métiers, poi 1922-1929 divenne docente di botanica alla Sorbona, dove nel 1930 conseguì il titolo di professore. Nel 1928 divenne membro dell'Accademia francese delle scienze (sezione botanica), nel 1928-1929 fu direttore della Maison Franco-Japonaise a Tokyo – Nella quale incontrò l'imperatore Hirohito in diverse occasioni.

## Opere principali
Nel 1909 ha pubblicato "Espèces et variétés : leur naissance par mutation", una traduzione di Hugo de Vries.
Altre sue opere principali sono:
- Mutation et traumatismes: Études sur l'évolution des formes végétales, 1907.
- Les transformations brusques des êtres vivants, 1911.
- Le perfectionnement des plantes, 1913.
- Les problèmes de l'hérédité expérimentale, 1919 – The problems of experimental heredity.
- Pasteur et le transformisme, 1923.
- Principes et formules de l'hérédité mendélienne, 1928.[2]